# Schemat identyfikacji Schnorra
Schemat identyfikacji Schnorra – podpis cyfrowy wygenerowany algorytmem Schnorra. Jego bezpieczeństwo opiera się na trudności w rozwiązaniu logarytmu dyskretnego. Algorytm jest wydajny i tworzy krótkie podpisy.

## Historia
Twórcą schematu jest niemiecki matematyk i kryptolog Claus P. Schnorr. Algorytm został opatentowany w lutym 1990 roku w amerykańskim i europejskim urzędzie patentowym. Patent opisuje sprzętową metodę identyfikacji za pomocą kart elektronicznych wydawanych przez centrum certyfikacji. Patent amerykański wygasł w lutym 2008 roku.

## Algorytm
Schemat identyfikacji Schnorra przewiduje udział centrum certyfikacji w celu wiarygodnego poświadczenia tożsamości i wystawienia certyfikatu nadawcy, który będzie mógł być weryfikowany przez adresata.

### Parametry systemu
Parametry schematu identyfikacji, które są ustalane przez centrum weryfikacji to:
- duża liczba pierwsza p (≈ 21024)
- duża liczba pierwsza q (≥ 2160), która jest dzielnikiem liczby p – 1
- liczba α (≠ 1) taka, że αq ≡ 1 (mod p)
- parametr bezpieczeństwa t (≥ 40) taki, że 2t < q
- bezpieczny schemat podpisu, gdzie algorytm podpisu sig jest tajny a algorytm weryfikacji ver jest publiczny (szyfrowanie niesymetryczne)
- kryptograficzna funkcja skrótu (do skracania informacji przed podpisaniem)

Parametry p, q, α i algorytm weryfikacji ver są podane do wiadomości publicznej. Algorytm sig jest znany jedynie centrum certyfikacji.

### Wystawienie certyfikatu
1. Nadawca wybiera tajną losową wartość a (tajny klucz) taką, że 0 ≤ a ≤ q – 1, a następnie oblicza wartość v = α–a mod p (publiczny klucz), który przekazuje do centrum certyfikacji.
2. Centrum certyfikacji, po poświadczeniu tożsamości nadawcy, generuje ciąg ID zawierający dane identyfikacyjne nadawcy, a następnie podpisuje wiadomość (ID,v) uzyskując wartość s.
3. Nadawca otrzymuje certyfikat I, którym jest trójka (ID, v, s).

### Identyfikacja tożsamości
1. nadawca losuje liczbę k taką, że 0 ≤ k ≤ q – 1 i wylicza wartość γ = αk mod p
2. nadawca przekazuje adresatowi liczbę γ i swój certyfikat I
3. adresat weryfikuje certyfikat I tj. sprawdza podpis algorytmem ver dla (ID,v,s)
4. adresat losuje liczbę r, taką że 1 ≤ r ≤ 2t, którą przekazuje nadawcy
5. nadawca oblicza wartość y = (k+ar) mod q, którą przekazuje adresatowi
6. adresat sprawdza czy γ ≡ αyvr (mod p)

## Przykłady

### Przykład 1
Niech będą ustalone następujące parametry systemowe: p = 48731, q = 443, α = 11444 oraz t = 8.
Nadawca wybiera tajny klucz a = 357 i wylicza wartość v = α–a mod p = 7355, która jest częścią certyfikatu (proces weryfikacji certyfikatu I jest pominięty dla przejrzystości schematu).
1. Nadawca losuje liczbę k = 274 i oblicza γ = αk mod p = 37123, którą wysyła do adresata razem z certyfikatem.
2. Adresat losuje liczbę r = 129 i odsyła ją do nadawcy.
3. Nadawca oblicza y = (k+ar) mod q = 255, który odsyła do adresata.
4. Adresat sprawdza, że αyvr (mod p) = 37123 = γ co potwierdza tożsamość nadawcy.

### Przykład 2
Ustalając parametr p = 11 niejako automatycznie uzyskuje się „jedyny wielki” parametr q = 5. Za parametr bezpieczeństwa t przyjmuje się 1.
Odpowiedni parametr α można znaleźć przeszukując wszystkie możliwe rozwiązania takie, że αq ≡ 1 (mod p):
| α  | αq     | αq mod p |
| -- | ------ | -------- |
| 2  | 32     | 10       |
| 3  | 243    | 1        |
| 4  | 1024   | 1        |
| 5  | 3125   | 1        |
| 6  | 7776   | 10       |
| 7  | 16807  | 10       |
| 8  | 32768  | 10       |
| 9  | 59049  | 1        |
| 10 | 100000 | 10       |

Z powyższej tabelki widać, że dopuszczalne wartości α to 3, 4, 5 i 9.
Dla powyższych wartości parametrów systemowych zakres wartości a i k to 0, 1, 2, 3 i 4, a za r można podstawić 1 lub 2. Poniższa tabelka zawiera zestawienie kluczowych wartości dla kilku przypadków użycia:
| α | a | (α–a) αp–1–a | v | k | αk   | γ nadawcy | r | k+ar | y | αyvr | γ adresata |
| - | - | ------------ | - | - | ---- | --------- | - | ---- | - | ---- | ---------- |
| 3 | 0 | 59049        | 1 | 0 | 1    | 1         | 1 | 0    | 0 | 1    | 1          |
| 4 | 1 | 262144       | 3 | 2 | 16   | 5         | 2 | 4    | 4 | 2304 | 5          |
| 5 | 3 | 78125        | 3 | 2 | 25   | 3         | 2 | 8    | 3 | 1125 | 3          |
| 9 | 4 | 531441       | 9 | 4 | 6561 | 5         | 1 | 8    | 3 | 6561 | 5          |